# El Godayol
El Godayol és una masia de Folgueroles (Osona) inclosa a l'Inventari del Patrimoni Arquitectònic de Catalunya.

## Descripció
Es tracta d'una masia de planta rectangular coberta a dues vessants amb el carener perpendicular a migdia. Es pot considerar que presenta dos portals d'accés. Un està a nivell del primer pis, al qual s'accedeix mitjançant una palanca construïda amb grosses lloses de pedra. És a la part de migdia i el portal és rectangular. A la part esquerra s'obren unes galeries d'arc rebaixat, la de la planta és tapiada en part. L'altre portal és a llevant, on s'ubica la lliça i on hi ha dos portals d'accés. El portal és dovellat. Fent espona al portal i formant angle recte a aquest cos s'adossa una altra edificació, orientada a migdia i que presenta un portal també dovellat, a sobre del qual s'obre una bonica finestra conopial, construïda bàsicament de pedra. Cal remarcar alguns sobrearcs damunt les finestres i fins i tot algunes llindes posades sobre altres, fet que fa pensar en alguna reforma important.

## Història
Fou un antic mas que consta entre els divuit masos registrats en el terme de Folgueroles en el fogatge de 1553. Aleshores habitava el mas BERNAT GODALLOLL. Presenta l'estructura d'un mas benestant al redós del qual hi havia almenys una masoveria, a jutjar pel cos orientat a migdia, on s'ubica una cuina i estada independent de l'altre cos. Fou reformat al segle xvii i xviii. La tradició oral diu que fou incendiat, el que explicaria la complexitat constructiva d'alguns sectors. El mas pertany al mas Serrabou del terme de Tavèrnoles. Dates a la construcció: 23 de maig de 1682 (pedra a llevant) i 1721 (llinda a la lliça).
Al segle xviii hi va viure la nissaga dels escultors Pujol.